# Dołyniany (obwód czerniowiecki)
Dołyniany (ukr. Долиняни) – wieś na Ukrainie, w obwodzie czerniowieckim, w rejonie dniestrzańskim, w hromadzie Nedobojiwci. W 2001 liczyła 1573 mieszkańców, spośród których 1565 wskazało jako ojczysty język ukraiński, 4 rosyjski, 3 mołdawski, a 1 inny.